# 趙古泥
趙 古泥（ちょう こでい）は、清末民初の篆刻家・書家である。
名は石、字は石農、号は古泥、晩年に泥道人と名乗った。蘇州府常熟県の人。

## 略伝
父の趙少游は薬屋を営んだが非常に貧しく、趙古泥は薬箱の傍らで勉学に励んだ。早くに母を亡くすと悲しみの余り剃髪して出家しようとして家人に押しとどめられた。20歳頃に硯の製作や篆刻で生計を立てながら、友人の沈瑾の家に出入りして所蔵される書画を自由に閲覧し鑑賞眼を養い、後には金石文に精しく書画に通じた。呉昌碩が沈家の食客となったときその篆刻の才能を見いだされた。その後呉昌碩の指導を受けて篆刻に打ち込み優れた才覚を発揮した。特筆すべきは当時発掘されはじめた封泥を徹底的に研究し、ついにその神髄を得て書や篆刻に取り入れたことである。40年にもわたり篆刻を続け、自由自在で古色を帯びた作風で人気があり、伝存作品も少なくない。古泥の篆刻一派を廬山派と称した。門下に鄧散木のような大家が育つが、多くの門弟は金石を学ぼうとせず装飾性に囚われて俗悪となったために勢いを失い、やがて絶えてしまった。
書も優れ、顔真卿を範とした。同郷の書家である晩年の翁同龢の代筆をしている。また詩文もよくし詩集を著した。

## 印譜
- 『拝缶廬印存』
- 『趙古泥印存』沈氏米斎編集
- 『泥道人印存』龐氏蘭石軒編集
- 『趙古泥印存』陳老秋編集

## 詩集
- 『泥道人詩草』2巻